# Grand Prix de Voleibol de 2016
O Grand Prix de Voleibol de 2016 foi a 24ª edição do torneio anual de voleibol feminino promovido pela Federação Internacional de Voleibol (FIVB).
Foi disputado por 28 seleções com a fase intercontinental realizada entre 3 e 26 de junho. As equipes classificadas do Primeiro Grupo disputaram a fase final em Bangcoc, na Tailândia, entre 6 e 10 de julho.
O Brasil conquistou o Grand Prix pela 11ª vez ao superar na final os Estados Unidos, então defensoras do título, por 3 sets a 2. Campeão em 2007, os Países Baixos retornaram ao pódio com a conquista da medalha de bronze.

## Equipes participantes
Todas as 28 seleções participantes na edição anterior confirmaram a participação para a edição de 2016.
| África (CAVB)    | Ásia e Oceania (AVC)                                | Europa (CEV) | América do Norte, América Central e Caribe (NORCECA)                        | América do Sul (CSV)                 |
| ---------------- | --------------------------------------------------- | --- | --------------------------------------------------------------------------- | ------------------------------------ |
| Argélia · Quênia | Austrália · Cazaquistão · China · Japão · Tailândia | Alemanha · Bélgica · Bulgária · Croácia · Itália · Países Baixos · Polônia · Chéquia · Rússia · Sérvia · Turquia | Canadá · Cuba · Estados Unidos · México · Porto Rico · República Dominicana | Argentina · Brasil · Colômbia · Peru |

## Fórmula de disputa
As 28 equipes participantes foram divididas em três grandes grupos de acordo com o desempenho na edição de 2015. Doze delas compuseram o Primeiro Grupo, oito o Segundo Grupo e as oito restantes integram o Terceiro Grupo. A distribuição das seleções segue abaixo, com as colocações das equipes no último ranking da FIVB antes da competição entre parênteses:
| Primeiro Grupo | Segundo Grupo | Terceiro Grupo |
| --- | --- | --- |
| Fase final: Bangcoc | Fase final: Plovdiv | Fase final: Almaty |
| \| Estados Unidos (1) · China (2) · Brasil (3) · Rússia (4) · Japão (5) · Sérvia (6) \| Itália (8) · Turquia (10) · Alemanha (11) · Tailândia (13) · Países Baixos (14) · Bélgica (15) \| | República Dominicana (7) · Argentina (12) · Porto Rico (16) · Canadá (17) · Quênia (18) · Bulgária (19) · Polônia (25) · Chéquia (28) | Cuba (20) · Croácia (21) · Peru (21) · Argélia (21) · Cazaquistão (26) · Colômbia (27) · México (28) · Austrália (41) |
| Estados Unidos (1) · China (2) · Brasil (3) · Rússia (4) · Japão (5) · Sérvia (6) | Itália (8) · Turquia (10) · Alemanha (11) · Tailândia (13) · Países Baixos (14) · Bélgica (15)                                        | |

A República Dominicana, rebaixada ao Segundo Grupo em 2015, foi substituída pelos Países Baixos no Primeiro Grupo. Rebaixada ao Terceiro Grupo, a Croácia foi substituída no Segundo Grupo pelo Quênia.
Durante a fase intercontinental, as seleções do Primeiro Grupo disputaram nove partidas dentro de grupos de quatro equipes cada ao longo de três semanas. Já as equipes do Segundo e do Terceiro Grupo disputaram seis partidas ao longo de duas semanas, também em grupo de quatro times cada.
As três equipes mais bem colocadas na classificação geral do Terceiro Grupo avançaram à fase final do grupo que teve o Cazaquistão como país sede. No Segundo Grupo, a Bulgária, país sede, se juntou as três primeiras colocadas da sua divisão na disputa da fase final. Tanto no Segundo como no Terceiro Grupo a fase final foi composta de semifinais e final.
A fase final do Primeiro Grupo (final six) foi disputada pela Tailândia, por ser sede, juntamente com as cinco equipes mais bem colocadas na fase intercontinental. Ao contrário das últimas edições, as seleções foram divididas em dois grupos de três equipes cada, com as duas primeiras colocadas de cada grupo avançando as semifinais. As vencedoras disputam a final e as perdedoras o terceiro lugar.

## Calendário
Primeiro Grupo
| Primeira semana: 9–12 de junho    | Grupo A1 · Ningbo China · Alemanha · Tailândia · Estados Unidos | Grupo B1 · Rio de Janeiro Brasil · Itália · Japão · Sérvia             | Grupo C1 · Kaliningrado Bélgica · Países Baixos · Rússia · Turquia |
| Segunda semana: 17–19 de junho    | Grupo D1 · Macau Bélgica · Brasil · China · Sérvia              | Grupo E1 · Long Beach Alemanha · Japão · Turquia · Estados Unidos      | Grupo F1 · Bari Itália · Países Baixos · Rússia · Tailândia        |
| Terceira semana: 24–26 de junho   | Grupo G1 · Ancara Bélgica · Brasil · Itália · Turquia           | Grupo H1 · Hong Kong China · Alemanha · Países Baixos · Estados Unidos | Grupo I1 · Kyoto Japão · Rússia · Sérvia · Tailândia               |
| Fase final: 6–10 de julho Bangcoc |                                                                 |                                                                        |                                                                    |

Segundo Grupo
| Primeira semana: 3–5 de junho      | Grupo A2 · Tucumán Argentina · Bulgária · República Dominicana · Quênia | Grupo B2 · Zielona Góra Canadá · Chéquia · Polônia · Porto Rico |
| Segunda semana: 10–12 de junho     | Grupo C2 · Olomouc Bulgária · Canadá · Chéquia · República Dominicana   | Grupo D2 · Włocławek Argentina · Quênia · Polônia · Porto Rico  |
| Fase final: 18–19 de junho Plovdiv |                                                                         |                                                                 |

Terceiro Grupo
| Primeira semana: 3–5 de junho     | Grupo A3 · Argel Argélia · Cazaquistão · México · Peru      | Grupo B3 · Bendigo Austrália · Colômbia · Croácia · Cuba |
| Segunda semana: 10–12 de junho    | Grupo C3 · Cáli Austrália · Colômbia · Cazaquistão · México | Grupo D3 · Chiclayo Argélia · Croácia · Cuba · Peru      |
| Fase final: 18–19 de junho Almaty |                                                             |                                                          |

## Critérios de classificação nos grupos
1. Número de vitórias;
2. Pontos;
3. Razão de sets;
4. Razão de pontos;
5. Resultado da última partida entre os times empatados.

- Placar de 3–0 ou 3–1: 3 pontos para o vencedor, nenhum para o perdedor;
- Placar de 3–2: 2 pontos para o vencedor, 1 para o perdedor.[8]

## Fase intercontinental

### Primeiro Grupo
Todas as partidas seguem o horário local.
|     |                |     | Jogos | Jogos | Jogos | Resultados | Resultados | Resultados | Resultados | Resultados | Resultados | Sets | Sets | Sets  | Pontos | Pontos | Pontos |
| Pos | Equipe         | Pts | T     | V     | D     | 3–0        | 3–1        | 3–2        | 2–3        | 1–3        | 0–3        | V    | P    | R     | V      | P      | R      |
| --- | -------------- | --- | ----- | ----- | ----- | ---------- | ---------- | ---------- | ---------- | ---------- | ---------- | ---- | ---- | ----- | ------ | ------ | ------ |
| 1   | Estados Unidos | 24  | 9     | 8     | 1     | 6          | 2          | 0          | 0          | 1          | 0          | 25   | 5    | 5,000 | 739    | 603    | 1.226  |
| 2   | China          | 23  | 9     | 8     | 1     | 6          | 1          | 1          | 0          | 0          | 1          | 24   | 6    | 4,000 | 701    | 591    | 1.186  |
| 3   | Rússia         | 23  | 9     | 8     | 1     | 3          | 3          | 2          | 1          | 0          | 0          | 26   | 10   | 2.600 | 833    | 738    | 1.129  |
| 4   | Brasil         | 22  | 9     | 7     | 2     | 3          | 4          | 0          | 1          | 0          | 1          | 23   | 10   | 2.300 | 779    | 674    | 1.156  |
| 5   | Países Baixos  | 15  | 9     | 5     | 4     | 3          | 2          | 0          | 0          | 2          | 2          | 17   | 14   | 1.214 | 709    | 706    | 1.004  |
| 6   | Sérvia         | 12  | 9     | 5     | 4     | 1          | 0          | 4          | 1          | 1          | 2          | 18   | 20   | 0.900 | 836    | 854    | 0.979  |
| 7   | Itália         | 13  | 9     | 4     | 5     | 1          | 2          | 1          | 2          | 3          | 0          | 19   | 19   | 1,000 | 840    | 818    | 1.027  |
| 8   | Japão          | 12  | 9     | 3     | 6     | 2          | 1          | 0          | 3          | 1          | 2          | 16   | 19   | 0.842 | 776    | 783    | 0.991  |
| 9   | Turquia        | 9   | 9     | 3     | 6     | 1          | 1          | 1          | 1          | 2          | 3          | 13   | 21   | 0.619 | 719    | 773    | 0.930  |
| 10  | Tailândia      | 5   | 9     | 2     | 7     | 0          | 1          | 1          | 0          | 1          | 6          | 7    | 24   | 0.292 | 611    | 744    | 0.821  |
| 11  | Bélgica        | 4   | 9     | 1     | 8     | 0          | 1          | 0          | 1          | 3          | 4          | 8    | 25   | 0.320 | 668    | 771    | 0.866  |
| 12  | Alemanha       | 0   | 9     | 0     | 9     | 0          | 0          | 0          | 0          | 4          | 5          | 4    | 27   | 0.148 | 610    | 766    | 0.796  |

Nota: Sérvia ficou na frente da Itália pelo número de vitórias (5 contra 4).
Grupo A1
- Local:  Ginásio Beilun, Ningbo, China

| Data   | Hora  |                | Placar |                | Set 1 | Set 2 | Set 3 | Set 4 | Set 5 | Total | Relatório |
| ------ | ----- | -------------- | ------ | -------------- | ----- | ----- | ----- | ----- | ----- | ----- | --------- |
| 10 jun | 15:00 | Alemanha       | 0–3    | Estados Unidos | 15–25 | 17–25 | 12–25 |       |       | 44–75 | Relatório |
| 10 jun | 19:30 | China          | 3–0    | Tailândia      | 25–14 | 25–14 | 25–11 |       |       | 75–39 | Relatório |
| 11 jun | 15:00 | Estados Unidos | 3–0    | Tailândia      | 25–21 | 29–27 | 25–23 |       |       | 79–71 | Relatório |
| 11 jun | 19:30 | China          | 3–0    | Alemanha       | 25–12 | 25–22 | 25–16 |       |       | 75–50 | Relatório |
| 12 jun | 15:00 | Tailândia      | 3–1    | Alemanha       | 16–25 | 28–26 | 25–22 | 25–16 |       | 94–89 | Relatório |
| 12 jun | 19:30 | China          | 3–1    | Estados Unidos | 25–20 | 25–19 | 15–25 | 25–23 |       | 90–87 | Relatório |

Grupo B1
- Local:  Arena Carioca 1, Rio de Janeiro, Brasil

| Data   | Hora  |        | Placar |        | Set 1 | Set 2 | Set 3 | Set 4 | Set 5 | Total   | Relatório |
| ------ | ----- | ------ | ------ | ------ | ----- | ----- | ----- | ----- | ----- | ------- | --------- |
| 9 jun  | 14:10 | Brasil | 3–1    | Itália | 23–25 | 25–15 | 25–15 | 27–25 |       | 100–80  | Relatório |
| 9 jun  | 17:15 | Japão  | 3–0    | Sérvia | 31–29 | 25–18 | 28–26 |       |       | 84–73   | Relatório |
| 10 jun | 14:10 | Brasil | 3–0    | Japão  | 25–20 | 25–23 | 25–15 |       |       | 75–58   | Relatório |
| 10 jun | 17:15 | Itália | 3–1    | Sérvia | 25–16 | 25–19 | 29–31 | 25–17 |       | 104–83  | Relatório |
| 12 jun | 10:05 | Brasil | 3–0    | Sérvia | 25–20 | 25–18 | 25–18 |       |       | 75–56   | Relatório |
| 12 jun | 12:35 | Itália | 3–2    | Japão  | 25–20 | 25–20 | 23–25 | 25–27 | 15–8  | 113–100 | Relatório |

Grupo C1
- Local:  DS Yantarny, Kaliningrado, Rússia

| Data   | Hora  |               | Placar |               | Set 1 | Set 2 | Set 3 | Set 4 | Set 5 | Total   | Relatório |
| ------ | ----- | ------------- | ------ | ------------- | ----- | ----- | ----- | ----- | ----- | ------- | --------- |
| 10 jun | 16:40 | Turquia       | 3–0    | Bélgica       | 25–22 | 25–23 | 26–24 |       |       | 76–69   | Relatório |
| 10 jun | 19:10 | Rússia        | 3–1    | Países Baixos | 25–22 | 20–25 | 25–20 | 25–16 |       | 95–83   | Relatório |
| 11 jun | 16:40 | Turquia       | 0–3    | Países Baixos | 25–27 | 21–25 | 22–25 |       |       | 68–77   | Relatório |
| 11 jun | 19:10 | Rússia        | 3–0    | Bélgica       | 25–20 | 25–15 | 25–16 |       |       | 75–51   | Relatório |
| 12 jun | 16:40 | Países Baixos | 3–1    | Bélgica       | 25–20 | 25–21 | 18–25 | 25–20 |       | 93–86   | Relatório |
| 12 jun | 19:10 | Rússia        | 3–2    | Turquia       | 26–24 | 20–25 | 20–25 | 25–20 | 15–10 | 106–104 | Relatório |

Grupo D1
- Local:  Fórum de Macau, Macau, China

| Data   | Hora  |         | Placar |         | Set 1 | Set 2 | Set 3 | Set 4 | Set 5 | Total   | Relatório |
| ------ | ----- | ------- | ------ | ------- | ----- | ----- | ----- | ----- | ----- | ------- | --------- |
| 17 jun | 16:00 | Brasil  | 2–3    | Sérvia  | 25–16 | 31–29 | 19–25 | 19–25 | 16–18 | 110–113 | Relatório |
| 17 jun | 20:00 | China   | 3–0    | Bélgica | 25–19 | 25–17 | 25–22 |       |       | 75–58   | Relatório |
| 18 jun | 14:30 | Brasil  | 3–1    | Bélgica | 23–25 | 25–19 | 25–15 | 25–18 |       | 98–77   | Relatório |
| 18 jun | 17:00 | China   | 3–2    | Sérvia  | 27–25 | 17–25 | 20–25 | 25–22 | 15–9  | 104–106 | Relatório |
| 19 jun | 13:00 | Bélgica | 2–3    | Sérvia  | 26–24 | 24–26 | 23–25 | 25–23 | 10–15 | 108–113 | Relatório |
| 19 jun | 15:50 | China   | 3–0    | Brasil  | 25–23 | 25–16 | 25–20 |       |       | 75–59   | Relatório |

Grupo E1
- Local:  Walter Pyramid, Long Beach, Estados Unidos

| Data   | Hora  |                | Placar |          | Set 1 | Set 2 | Set 3 | Set 4 | Set 5 | Total   | Relatório |
| ------ | ----- | -------------- | ------ | -------- | ----- | ----- | ----- | ----- | ----- | ------- | --------- |
| 17 jun | 17:10 | Turquia        | 3–2    | Japão    | 21–25 | 25–16 | 23–25 | 25–21 | 15–13 | 109–100 | Relatório |
| 17 jun | 20:15 | Estados Unidos | 3–1    | Alemanha | 25–17 | 24–26 | 25–10 | 25–23 |       | 99–76   | Relatório |
| 18 jun | 17:10 | Turquia        | 3–1    | Alemanha | 25–18 | 16–25 | 25–19 | 25–19 |       | 91–81   | Relatório |
| 18 jun | 19:40 | Estados Unidos | 3–0    | Japão    | 25–16 | 25–23 | 25–21 |       |       | 75–60   | Relatório |
| 19 jun | 15:10 | Japão          | 3–1    | Alemanha | 25–27 | 26–24 | 25–15 | 25–18 |       | 101–84  | Relatório |
| 19 jun | 17:45 | Estados Unidos | 3–0    | Turquia  | 25–21 | 25–20 | 25–16 |       |       | 75–57   | Relatório |

Grupo F1
- Local:  PalaFlorio, Bari, Itália

| Data      | Hora  |               | Placar |               | Set 1 | Set 2 | Set 3 | Set 4 | Set 5 | Total   | Relatório |
| --------- | ----- | ------------- | ------ | ------------- | ----- | ----- | ----- | ----- | ----- | ------- | --------- |
| 17 jun    | 17:30 | Rússia        | 3–0    | Países Baixos | 25–17 | 25–23 | 28–26 |       |       | 78–66   | Relatório |
| 18 jun    | 17:30 | Tailândia     | 0–3    | Rússia        | 22–25 | 22–25 | 13–25 |       |       | 57–75   | Relatório |
| 18 jun    | 20:30 | Países Baixos | 3–1    | Itália        | 19–25 | 25–23 | 25–18 | 25–22 |       | 94–88   | Relatório |
| 19 jun    | 17:30 | Países Baixos | 3–0    | Tailândia     | 25–19 | 25–16 | 25–21 |       |       | 75–56   | Relatório |
| 19 jun    | 20:30 | Rússia        | 3–2    | Itália        | 19–25 | 25–15 | 25–22 | 22–25 | 15–10 | 106–97  | Relatório |
| 20 jun[a] | 9:10  | Tailândia     | 3–2    | Itália        | 25–20 | 23–25 | 25–23 | 19–25 | 15–11 | 107–104 | Relatório |

- a. ^  Partida originalmente marcada para 17 de junho às 20:30, mas interrompida no segundo set após uma queda de luz no ginásio. Em acordo entre ambas as seleções, a partida foi suspensa e remarcada para 20 de junho.[9][10]

Grupo G1
- Local:  Başkent Voleybol Salonu, Ancara, Turquia

| Data   | Hora  |         | Placar |         | Set 1 | Set 2 | Set 3 | Set 4 | Set 5 | Total | Relatório |
| ------ | ----- | ------- | ------ | ------- | ----- | ----- | ----- | ----- | ----- | ----- | --------- |
| 24 jun | 14:30 | Itália  | 1–3    | Brasil  | 26–24 | 22–25 | 13–25 | 22–25 |       | 83–99 | Relatório |
| 24 jun | 17:30 | Turquia | 1–3    | Bélgica | 18–25 | 14–25 | 25–19 | 21–25 |       | 78–94 | Relatório |
| 25 jun | 14:30 | Brasil  | 3–1    | Bélgica | 13–25 | 25–19 | 25–16 | 25–18 |       | 88–78 | Relatório |
| 25 jun | 17:30 | Turquia | 1–3    | Itália  | 25–21 | 21–25 | 19–25 | 17–25 |       | 82–96 | Relatório |
| 26 jun | 14:30 | Itália  | 3–0    | Bélgica | 25–14 | 25–12 | 25–21 |       |       | 75–47 | Relatório |
| 26 jun | 17:30 | Turquia | 0–3    | Brasil  | 14–25 | 21–25 | 19–25 |       |       | 54–75 | Relatório |

Grupo H1
- Local:  Hong Kong Coliseum, Hong Kong, China

| Data   | Hora  |                | Placar |                | Set 1 | Set 2 | Set 3 | Set 4 | Set 5 | Total | Relatório |
| ------ | ----- | -------------- | ------ | -------------- | ----- | ----- | ----- | ----- | ----- | ----- | --------- |
| 24 jun | 18:30 | Alemanha       | 0–3    | Estados Unidos | 19–25 | 22–25 | 28–30 |       |       | 69–80 | Relatório |
| 24 jun | 20:30 | China          | 3–0    | Países Baixos  | 25–22 | 25–23 | 25–21 |       |       | 75–66 | Relatório |
| 25 jun | 13:15 | Estados Unidos | 3–1    | Países Baixos  | 25–17 | 19–25 | 25–17 | 25–20 |       | 94–79 | Relatório |
| 25 jun | 15:55 | China          | 3–0    | Alemanha       | 25–13 | 25–16 | 25–22 |       |       | 75–51 | Relatório |
| 26 jun | 13:15 | Países Baixos  | 3–0    | Alemanha       | 26–24 | 25–20 | 25–22 |       |       | 76–66 | Relatório |
| 26 jun | 15:45 | China          | 0–3    | Estados Unidos | 19–25 | 21–25 | 17–25 |       |       | 57–75 | Relatório |

Grupo I1
- Local:  Shimadzu Arena, Kyoto, Japão

| Data   | Hora  |           | Placar |           | Set 1 | Set 2 | Set 3 | Set 4 | Set 5 | Total   | Relatório |
| ------ | ----- | --------- | ------ | --------- | ----- | ----- | ----- | ----- | ----- | ------- | --------- |
| 24 jun | 16:00 | Sérvia    | 3–2    | Rússia    | 23–25 | 25–27 | 25–21 | 25–20 | 15–12 | 113–105 | Relatório |
| 24 jun | 19:00 | Japão     | 3–0    | Tailândia | 25–20 | 25–19 | 25–15 |       |       | 75–54   | Relatório |
| 25 jun | 15:00 | Tailândia | 1–3    | Rússia    | 16–25 | 22–25 | 25–22 | 12–25 |       | 75–97   | Relatório |
| 25 jun | 18:00 | Japão     | 2–3    | Sérvia    | 23–25 | 25–20 | 25–17 | 25–27 | 8–15  | 106–104 | Relatório |
| 26 jun | 15:00 | Sérvia    | 3–0    | Tailândia | 25–18 | 25–20 | 25–20 |       |       | 75–58   | Relatório |
| 26 jun | 18:00 | Japão     | 1–3    | Rússia    | 25–20 | 23–25 | 24–26 | 20–25 |       | 92–96   | Relatório |

### Segundo Grupo
Todas as partidas seguem o horário local.
|     |                      |     | Jogos | Jogos | Jogos | Resultados | Resultados | Resultados | Resultados | Resultados | Resultados | Sets | Sets | Sets  | Pontos | Pontos | Pontos |
| Pos | Equipe               | Pts | T     | V     | D     | 3–0        | 3–1        | 3–2        | 2–3        | 1–3        | 0–3        | V    | P    | R     | V      | P      | R      |
| --- | -------------------- | --- | ----- | ----- | ----- | ---------- | ---------- | ---------- | ---------- | ---------- | ---------- | ---- | ---- | ----- | ------ | ------ | ------ |
| 1   | Porto Rico           | 17  | 6     | 6     | 0     | 3          | 2          | 1          | 0          | 0          | 0          | 18   | 4    | 4.500 | 524    | 451    | 1.162  |
| 2   | República Dominicana | 14  | 6     | 5     | 1     | 3          | 0          | 2          | 1          | 0          | 0          | 17   | 7    | 2.429 | 540    | 489    | 1.104  |
| 3   | Bulgária             | 13  | 6     | 5     | 1     | 1          | 2          | 2          | 0          | 0          | 1          | 15   | 9    | 1.667 | 554    | 494    | 1.121  |
| 4   | Polônia              | 12  | 6     | 4     | 2     | 1          | 2          | 1          | 1          | 0          | 1          | 14   | 10   | 1.400 | 565    | 484    | 1.167  |
| 5   | Argentina            | 8   | 6     | 2     | 4     | 2          | 0          | 0          | 2          | 2          | 0          | 12   | 12   | 1,000 | 524    | 546    | 0.960  |
| 6   | Chéquia              | 7   | 6     | 2     | 4     | 2          | 0          | 0          | 1          | 3          | 0          | 11   | 12   | 0.917 | 502    | 511    | 0.982  |
| 7   | Canadá               | 1   | 6     | 0     | 6     | 0          | 0          | 0          | 1          | 1          | 4          | 3    | 18   | 0.167 | 414    | 516    | 0.802  |
| 8   | Quênia               | 0   | 6     | 0     | 6     | 0          | 0          | 0          | 0          | 0          | 6          | 0    | 18   | 0,000 | 319    | 451    | 0.707  |

Grupo A2
- Local:  Club Sportivo Floresta, Tucumán, Argentina

| Data  | Hora  |                      | Placar |                      | Set 1 | Set 2 | Set 3 | Set 4 | Set 5 | Total  | Relatório |
| ----- | ----- | -------------------- | ------ | -------------------- | ----- | ----- | ----- | ----- | ----- | ------ | --------- |
| 3 jun | 18:10 | República Dominicana | 2–3    | Bulgária             | 25–23 | 20–25 | 18–25 | 25–17 | 9–15  | 97–105 | Relatório |
| 3 jun | 21:10 | Argentina            | 3–0    | Quênia               | 25–22 | 25–21 | 25–13 |       |       | 75–56  | Relatório |
| 4 jun | 18:10 | Quênia               | 0–3    | Bulgária             | 17–25 | 17–25 | 9–25  |       |       | 43–75  | Relatório |
| 4 jun | 21:10 | Argentina            | 2–3    | República Dominicana | 25–22 | 16–25 | 15–25 | 25–23 | 14–16 | 95–111 | Relatório |
| 5 jun | 18:10 | República Dominicana | 3–0    | Quênia               | 25–21 | 25–21 | 25–20 |       |       | 75–62  | Relatório |
| 5 jun | 21:10 | Argentina            | 1–3    | Bulgária             | 25–27 | 17–25 | 27–25 | 19–25 |       | 88–102 | Relatório |

Grupo B2
- Local:  Hala MOSiR w Zielonej Górze, Zielona Góra, Polônia

| Data  | Hora  |            | Placar |            | Set 1 | Set 2 | Set 3 | Set 4 | Set 5 | Total   | Relatório |
| ----- | ----- | ---------- | ------ | ---------- | ----- | ----- | ----- | ----- | ----- | ------- | --------- |
| 3 jun | 17:10 | Chéquia    | 1–3    | Porto Rico | 25–21 | 20–25 | 21–25 | 19–15 |       | 85–86   | Relatório |
| 3 jun | 20:10 | Polônia    | 3–1    | Canadá     | 25–19 | 28–30 | 25–15 | 25–20 |       | 103–84  | Relatório |
| 4 jun | 17:10 | Porto Rico | 3–0    | Canadá     | 25–18 | 25–11 | 25–16 |       |       | 75–45   | Relatório |
| 4 jun | 20:10 | Polônia    | 3–1    | Chéquia    | 25–15 | 23–25 | 25–20 | 25–23 |       | 98–83   | Relatório |
| 5 jun | 17:10 | Chéquia    | 3–0    | Canadá     | 25–13 | 25–18 | 25–23 |       |       | 75–54   | Relatório |
| 5 jun | 20:10 | Polônia    | 2–3    | Porto Rico | 25–18 | 23–25 | 25–15 | 26–28 | 13–15 | 112–101 | Relatório |

Grupo C2
- Local:  Sport Hall Up Olomouc, Olomouc, República Checa

| Data   | Hora  |                      | Placar |                      | Set 1 | Set 2 | Set 3 | Set 4 | Set 5 | Total   | Relatório |
| ------ | ----- | -------------------- | ------ | -------------------- | ----- | ----- | ----- | ----- | ----- | ------- | --------- |
| 10 jun | 15:10 | Bulgária             | 0–3    | República Dominicana | 16–25 | 24–26 | 23–25 |       |       | 63–76   | Relatório |
| 10 jun | 18:00 | Chéquia              | 3–0    | Canadá               | 25–19 | 25–21 | 25–21 |       |       | 75–61   | Relatório |
| 11 jun | 15:10 | República Dominicana | 3–0    | Canadá               | 25–16 | 27–25 | 25–21 |       |       | 77–62   | Relatório |
| 11 jun | 18:10 | Bulgária             | 3–1    | Chéquia              | 25–22 | 25–16 | 23–25 | 25–19 |       | 98–82   | Relatório |
| 12 jun | 15:10 | Canadá               | 2–3    | Bulgária             | 22–25 | 25–22 | 25–21 | 26–28 | 10–15 | 108–111 | Relatório |
| 12 jun | 18:10 | Chéquia              | 2–3    | República Dominicana | 22–25 | 25–15 | 21–25 | 26–24 | 8–15  | 102–104 | Relatório |

Grupo D2
- Local:  Hala Mistrzów, Włocławek, Polônia

| Data   | Hora  |            | Placar |            | Set 1 | Set 2 | Set 3 | Set 4 | Set 5 | Total  | Relatório |
| ------ | ----- | ---------- | ------ | ---------- | ----- | ----- | ----- | ----- | ----- | ------ | --------- |
| 10 jun | 17:10 | Quênia     | 0–3    | Porto Rico | 11–25 | 20–25 | 22–25 |       |       | 53–75  | Relatório |
| 10 jun | 20:10 | Polônia    | 3–2    | Argentina  | 25–23 | 24–26 | 25–15 | 23–25 | 15–10 | 112–99 | Relatório |
| 11 jun | 17:10 | Porto Rico | 3–1    | Argentina  | 30–28 | 22–25 | 25–16 | 25–22 |       | 102–91 | Relatório |
| 11 jun | 20:10 | Polônia    | 3–0    | Quênia     | 25–18 | 25–10 | 25–14 |       |       | 75–42  | Relatório |
| 12 jun | 15:10 | Polônia    | 0–3    | Porto Rico | 21–25 | 21–25 | 23–25 |       |       | 65–75  | Relatório |
| 12 jun | 18:10 | Argentina  | 3–0    | Quênia     | 26–24 | 25–22 | 25–17 |       |       | 76–63  | Relatório |

### Terceiro Grupo
Todas as partidas seguem o horário local.
|     |             |     | Jogos | Jogos | Jogos | Resultados | Resultados | Resultados | Resultados | Resultados | Resultados | Sets | Sets | Sets  | Pontos | Pontos | Pontos |
| Pos | Equipe      | Pts | T     | V     | D     | 3–0        | 3–1        | 3–2        | 2–3        | 1–3        | 0–3        | V    | P    | R     | V      | P      | R      |
| --- | ----------- | --- | ----- | ----- | ----- | ---------- | ---------- | ---------- | ---------- | ---------- | ---------- | ---- | ---- | ----- | ------ | ------ | ------ |
| 1   | Peru        | 17  | 6     | 6     | 0     | 3          | 2          | 1          | 0          | 0          | 0          | 18   | 4    | 4.500 | 521    | 367    | 1.420  |
| 2   | Croácia     | 15  | 6     | 5     | 1     | 4          | 1          | 0          | 0          | 1          | 0          | 16   | 4    | 4,000 | 477    | 367    | 1.300  |
| 3   | Colômbia    | 12  | 6     | 4     | 2     | 3          | 1          | 0          | 0          | 1          | 1          | 13   | 7    | 1.857 | 464    | 390    | 1.190  |
| 4   | Cazaquistão | 12  | 6     | 4     | 2     | 2          | 2          | 0          | 0          | 2          | 0          | 14   | 8    | 1.750 | 510    | 439    | 1.162  |
| 5   | Cuba        | 10  | 6     | 3     | 3     | 1          | 2          | 0          | 1          | 1          | 1          | 12   | 11   | 1.091 | 475    | 504    | 0.942  |
| 6   | México      | 6   | 6     | 2     | 4     | 1          | 1          | 0          | 0          | 2          | 2          | 8    | 13   | 0.615 | 435    | 504    | 0.863  |
| 7   | Austrália   | 0   | 6     | 0     | 6     | 0          | 0          | 0          | 0          | 2          | 4          | 2    | 18   | 0.111 | 379    | 495    | 0.766  |
| 8   | Argélia     | 0   | 6     | 0     | 6     | 0          | 0          | 0          | 0          | 0          | 6          | 0    | 18   | 0,000 | 255    | 450    | 0.567  |

Grupo A3
- Local:  Salle OMS Belkhdar Tahar, Argel, Argélia

| Data  | Hora  |             | Placar |             | Set 1 | Set 2 | Set 3 | Set 4 | Set 5 | Total | Relatório |
| ----- | ----- | ----------- | ------ | ----------- | ----- | ----- | ----- | ----- | ----- | ----- | --------- |
| 3 jun | 14:05 | Cazaquistão | 1–3    | Peru        | 21–25 | 25–21 | 24–26 | 16–25 |       | 86–97 | Relatório |
| 3 jun | 16:40 | Argélia     | 0–3    | México      | 23–25 | 20–25 | 15–25 |       |       | 58–75 | Relatório |
| 4 jun | 14:00 | Peru        | 3–0    | México      | 25–16 | 25–16 | 25–13 |       |       | 75–45 | Relatório |
| 4 jun | 16:00 | Argélia     | 0–3    | Cazaquistão | 17–25 | 13–25 | 5–25  |       |       | 35–75 | Relatório |
| 5 jun | 14:00 | Cazaquistão | 3–1    | México      | 25–16 | 25–20 | 21–25 | 25–23 |       | 96–84 | Relatório |
| 5 jun | 16:30 | Argélia     | 0–3    | Peru        | 12–25 | 13–25 | 12–25 |       |       | 37–75 | Relatório |

Grupo B3
- Local:  Bendigo Stadium, Bendigo, Austrália

| Data  | Hora  |           | Placar |          | Set 1 | Set 2 | Set 3 | Set 4 | Set 5 | Total | Relatório |
| ----- | ----- | --------- | ------ | -------- | ----- | ----- | ----- | ----- | ----- | ----- | --------- |
| 3 jun | 17:40 | Croácia   | 3–1    | Cuba     | 25–17 | 21–25 | 25–17 | 25–18 |       | 96–77 | Relatório |
| 3 jun | 20:40 | Austrália | 0–3    | Colômbia | 17–25 | 13–25 | 13–25 |       |       | 43–75 | Relatório |
| 4 jun | 16:10 | Colômbia  | 0–3    | Croácia  | 20–25 | 22–25 | 17–25 |       |       | 59–75 | Relatório |
| 4 jun | 19:10 | Austrália | 1–3    | Cuba     | 22–25 | 25–27 | 25–18 | 25–27 |       | 97–97 | Relatório |
| 5 jun | 13:10 | Cuba      | 3–1    | Colômbia | 21–25 | 25–20 | 25–17 | 25–21 |       | 96–83 | Relatório |
| 5 jun | 16:10 | Austrália | 0–3    | Croácia  | 19–25 | 17–25 | 12–25 |       |       | 48–75 | Relatório |

Grupo C3
- Local:  Coliseo Evangelista Mora, Cáli, Colômbia

| Data   | Hora  |             | Placar |             | Set 1 | Set 2 | Set 3 | Set 4 | Set 5 | Total  | Relatório |
| ------ | ----- | ----------- | ------ | ----------- | ----- | ----- | ----- | ----- | ----- | ------ | --------- |
| 10 jun | 17:00 | Cazaquistão | 3–0    | Austrália   | 25–14 | 25–6  | 25–20 |       |       | 75–40  | Relatório |
| 10 jun | 19:30 | Colômbia    | 3–0    | México      | 25–19 | 25–10 | 25–18 |       |       | 75–47  | Relatório |
| 11 jun | 16:00 | México      | 1–3    | Cazaquistão | 20–25 | 18–25 | 28–26 | 20–25 |       | 86–101 | Relatório |
| 11 jun | 18:30 | Colômbia    | 3–0    | Austrália   | 25–17 | 25–20 | 25–15 |       |       | 75–52  | Relatório |
| 12 jun | 16:00 | México      | 3–1    | Austrália   | 18–25 | 26–24 | 29–27 | 25–23 |       | 98–99  | Relatório |
| 12 jun | 18:30 | Colômbia    | 3–1    | Cazaquistão | 25–21 | 22–25 | 25–19 | 25–12 |       | 97–77  | Relatório |

Grupo D3
- Local:  Coliseo Cerrado de Chiclayo, Chiclayo, Peru

| Data   | Hora  |         | Placar |         | Set 1 | Set 2 | Set 3 | Set 4 | Set 5 | Total  | Relatório |
| ------ | ----- | ------- | ------ | ------- | ----- | ----- | ----- | ----- | ----- | ------ | --------- |
| 10 jun | 16:35 | Croácia | 3–0    | Cuba    | 25–13 | 25–15 | 25–13 |       |       | 75–41  | Relatório |
| 10 jun | 19:05 | Peru    | 3–0    | Argélia | 25–9  | 25–9  | 25–11 |       |       | 75–29  | Relatório |
| 11 jun | 15:35 | Argélia | 0–3    | Croácia | 19–25 | 17–25 | 15–25 |       |       | 51–75  | Relatório |
| 11 jun | 18:05 | Peru    | 3–2    | Cuba    | 25–14 | 23–25 | 20–25 | 25–19 | 15–6  | 108–89 | Relatório |
| 12 jun | 16:35 | Cuba    | 3–0    | Argélia | 25–13 | 25–12 | 25–20 |       |       | 75–45  | Relatório |
| 12 jun | 19:05 | Peru    | 3–1    | Croácia | 16–25 | 25–21 | 25–13 | 25–22 |       | 91–81  | Relatório |

## Fase final

### Terceiro Grupo
- Local:  Palácio Esportivo Baluan Sholak, Almaty, Cazaquistão

|  | Semifinais  | Semifinais  |   |             | Final          | Final |  |
|  |             |             |   |             |                |       |  |
|  | 18 de junho |             |   |             |                |       |  |
|  | Peru        | 1           |   |             |                |       |  |
|  | Croácia     | 3           |   |             |                |       |  |
|  |             |             |   |             |                |       |  |
|  |             |             |   |             | 19 de junho    |       |  |
|  |             |             |   |             | Croácia        | 3     |  |
|  |             | Cazaquistão | 0 |             |                |       |  |
|  |             |             |   |             |                |       |  |
|  |             |             |   |             |                |       |  |
|  |             |             |   |             | Terceiro lugar |       |  |
|  | 18 de junho | 18 de junho |   | 19 de junho | 19 de junho    |       |  |
|  | Cazaquistão | 3           |   | Peru        | 3              |       |  |
|  | Colômbia    | 2           |   |             | Colômbia       | 2     |  |

Semifinais
| Data   | Hora  |             | Placar |          | Set 1 | Set 2 | Set 3 | Set 4 | Set 5 | Total  | Relatório |
| ------ | ----- | ----------- | ------ | -------- | ----- | ----- | ----- | ----- | ----- | ------ | --------- |
| 18 jun | 12:10 | Peru        | 1–3    | Croácia  | 14–25 | 27–29 | 25–20 | 7–25  |       | 73–99  | Relatório |
| 18 jun | 15:10 | Cazaquistão | 3–2    | Colômbia | 25–20 | 25–20 | 21–25 | 18–25 | 15–9  | 104–99 | Relatório |

Terceiro lugar
| Data   | Hora  |      | Placar |          | Set 1 | Set 2 | Set 3 | Set 4 | Set 5 | Total  | Relatório |
| ------ | ----- | ---- | ------ | -------- | ----- | ----- | ----- | ----- | ----- | ------ | --------- |
| 19 jun | 12:10 | Peru | 3–2    | Colômbia | 25–17 | 21–25 | 25–22 | 23–25 | 15–6  | 109–95 | Relatório |

Final
| Data   | Hora  |         | Placar |             | Set 1 | Set 2 | Set 3 | Set 4 | Set 5 | Total | Relatório |
| ------ | ----- | ------- | ------ | ----------- | ----- | ----- | ----- | ----- | ----- | ----- | --------- |
| 19 jun | 15:15 | Croácia | 3–0    | Cazaquistão | 25–19 | 29–27 | 25–16 |       |       | 79–62 | Relatório |

### Segundo Grupo
- Local:  Kolodruma, Plovdiv, Bulgária

|  | Semifinais           | Semifinais  |   |             | Final                | Final |  |
|  |                      |             |   |             |                      |       |  |
|  | 18 de junho          |             |   |             |                      |       |  |
|  | Porto Rico           | 1           |   |             |                      |       |  |
|  | República Dominicana | 3           |   |             |                      |       |  |
|  |                      |             |   |             |                      |       |  |
|  |                      |             |   |             | 19 de junho          |       |  |
|  |                      |             |   |             | República Dominicana | 3     |  |
|  |                      | Polônia     | 2 |             |                      |       |  |
|  |                      |             |   |             |                      |       |  |
|  |                      |             |   |             |                      |       |  |
|  |                      |             |   |             | Terceiro lugar       |       |  |
|  | 18 de junho          | 18 de junho |   | 19 de junho | 19 de junho          |       |  |
|  | Bulgária             | 1           |   | Porto Rico  | 3                    |       |  |
|  | Polônia              | 3           |   |             | Bulgária             | 1     |  |

Semifinais
| Data   | Hora  |            | Placar |                      | Set 1 | Set 2 | Set 3 | Set 4 | Set 5 | Total  | Relatório |
| ------ | ----- | ---------- | ------ | -------------------- | ----- | ----- | ----- | ----- | ----- | ------ | --------- |
| 18 jun | 16:10 | Porto Rico | 1–3    | República Dominicana | 25–21 | 22–25 | 27–29 | 14–25 |       | 88–100 | Relatório |
| 18 jun | 19:25 | Bulgária   | 1–3    | Polônia              | 25–23 | 21–25 | 15–25 | 21–25 |       | 82–98  | Relatório |

Terceiro lugar
| Data   | Hora  |            | Placar |          | Set 1 | Set 2 | Set 3 | Set 4 | Set 5 | Total | Relatório |
| ------ | ----- | ---------- | ------ | -------- | ----- | ----- | ----- | ----- | ----- | ----- | --------- |
| 19 jun | 16:10 | Porto Rico | 3–1    | Bulgária | 23–25 | 25–22 | 25–21 | 25–23 |       | 98–91 | Relatório |

Final
| Data   | Hora  |                      | Placar |         | Set 1 | Set 2 | Set 3 | Set 4 | Set 5 | Total  | Relatório |
| ------ | ----- | -------------------- | ------ | ------- | ----- | ----- | ----- | ----- | ----- | ------ | --------- |
| 19 jun | 19:10 | República Dominicana | 3–2    | Polônia | 21–25 | 23–25 | 25–18 | 25–20 | 15–11 | 109–99 | Relatório |

### Primeiro Grupo
- Local:  Estádio Indoor Huamark, Bangcoc, Tailândia

#### Grupo J1
|     |           |     | Jogos | Jogos | Jogos | Resultados | Resultados | Resultados | Resultados | Resultados | Resultados | Sets | Sets | Sets  | Pontos | Pontos | Pontos |
| Pos | Equipe    | Pts | T     | V     | D     | 3–0        | 3–1        | 3–2        | 2–3        | 1–3        | 0–3        | V    | P    | R     | V      | P      | R      |
| --- | --------- | --- | ----- | ----- | ----- | ---------- | ---------- | ---------- | ---------- | ---------- | ---------- | ---- | ---- | ----- | ------ | ------ | ------ |
| 1   | Brasil    | 6   | 2     | 2     | 0     | 2          | 0          | 0          | 0          | 0          | 0          | 6    | 0    | MAX   | 151    | 104    | 1.452  |
| 2   | Rússia    | 3   | 2     | 1     | 1     | 1          | 0          | 0          | 0          | 0          | 1          | 3    | 3    | 1,000 | 131    | 143    | 0.916  |
| 3   | Tailândia | 0   | 2     | 0     | 2     | 0          | 0          | 0          | 0          | 0          | 2          | 0    | 6    | 0,000 | 119    | 154    | 0.773  |

| Data  | Hora  |           | Placar |        | Set 1 | Set 2 | Set 3 | Set 4 | Set 5 | Total | Relatório |
| ----- | ----- | --------- | ------ | ------ | ----- | ----- | ----- | ----- | ----- | ----- | --------- |
| 6 jul | 18:00 | Tailândia | 0–3    | Brasil | 24–26 | 16–25 | 11–25 |       |       | 51–76 | Relatório |
| 7 jul | 18:00 | Rússia    | 0–3    | Brasil | 22–25 | 10–25 | 21–25 |       |       | 53–75 | Relatório |
| 8 jul | 18:00 | Tailândia | 0–3    | Rússia | 25–27 | 24–26 | 19–25 |       |       | 68–78 | Relatório |

#### Grupo K1
|     |                |     | Jogos | Jogos | Jogos | Resultados | Resultados | Resultados | Resultados | Resultados | Resultados | Sets | Sets | Sets  | Pontos | Pontos | Pontos |
| Pos | Equipe         | Pts | T     | V     | D     | 3–0        | 3–1        | 3–2        | 2–3        | 1–3        | 0–3        | V    | P    | R     | V      | P      | R      |
| --- | -------------- | --- | ----- | ----- | ----- | ---------- | ---------- | ---------- | ---------- | ---------- | ---------- | ---- | ---- | ----- | ------ | ------ | ------ |
| 1   | Estados Unidos | 6   | 2     | 2     | 0     | 2          | 0          | 0          | 0          | 0          | 0          | 6    | 0    | MAX   | 151    | 128    | 1.180  |
| 2   | Países Baixos  | 2   | 2     | 1     | 1     | 0          | 0          | 1          | 0          | 0          | 1          | 3    | 5    | 0.600 | 168    | 167    | 1.006  |
| 3   | China          | 1   | 2     | 0     | 2     | 0          | 0          | 0          | 1          | 0          | 1          | 2    | 6    | 0.333 | 159    | 183    | 0.869  |

| Data  | Hora  |                | Placar |               | Set 1 | Set 2 | Set 3 | Set 4 | Set 5 | Total  | Relatório |
| ----- | ----- | -------------- | ------ | ------------- | ----- | ----- | ----- | ----- | ----- | ------ | --------- |
| 6 jul | 15:00 | Estados Unidos | 3–0    | Países Baixos | 25–21 | 25–17 | 25–23 |       |       | 75–61  | Relatório |
| 7 jul | 15:00 | China          | 2–3    | Países Baixos | 25–23 | 14–25 | 25–19 | 20–25 | 8–15  | 92–107 | Relatório |
| 8 jul | 15:00 | Estados Unidos | 3–0    | China         | 25–21 | 26–24 | 25–22 |       |       | 76–67  | Relatório |

#### Final four
|  | Semifinais     | Semifinais     |   |               | Final          | Final |  |
|  |                |                |   |               |                |       |  |
|  | 9 de julho     |                |   |               |                |       |  |
|  | Brasil         | 3              |   |               |                |       |  |
|  | Países Baixos  | 0              |   |               |                |       |  |
|  |                |                |   |               |                |       |  |
|  |                |                |   |               | 10 de julho    |       |  |
|  |                |                |   |               | Brasil         | 3     |  |
|  |                | Estados Unidos | 2 |               |                |       |  |
|  |                |                |   |               |                |       |  |
|  |                |                |   |               |                |       |  |
|  |                |                |   |               | Terceiro lugar |       |  |
|  | 9 de julho     | 9 de julho     |   | 10 de julho   | 10 de julho    |       |  |
|  | Estados Unidos | 3              |   | Países Baixos | 3              |       |  |
|  | Rússia         | 0              |   |               | Rússia         | 2     |  |

Semifinais
| Data  | Hora  |                | Placar |               | Set 1 | Set 2 | Set 3 | Set 4 | Set 5 | Total | Relatório |
| ----- | ----- | -------------- | ------ | ------------- | ----- | ----- | ----- | ----- | ----- | ----- | --------- |
| 9 jul | 15:00 | Brasil         | 3–0    | Países Baixos | 25–18 | 25–16 | 25–23 |       |       | 75–57 | Relatório |
| 9 jul | 18:00 | Estados Unidos | 3–0    | Rússia        | 25–20 | 25–23 | 25–14 |       |       | 75–57 | Relatório |

Quinto lugar
| Data   | Hora  |           | Placar |       | Set 1 | Set 2 | Set 3 | Set 4 | Set 5 | Total | Relatório |
| ------ | ----- | --------- | ------ | ----- | ----- | ----- | ----- | ----- | ----- | ----- | --------- |
| 10 jul | 12:00 | Tailândia | 0–3    | China | 23–25 | 23–25 | 12–25 |       |       | 58–75 | Relatório |

Terceiro lugar
| Data   | Hora  |               | Placar |        | Set 1 | Set 2 | Set 3 | Set 4 | Set 5 | Total   | Relatório |
| ------ | ----- | ------------- | ------ | ------ | ----- | ----- | ----- | ----- | ----- | ------- | --------- |
| 10 jul | 15:00 | Países Baixos | 3–2    | Rússia | 18–25 | 23–25 | 30–28 | 25–21 | 15–9  | 111–108 | Relatório |

Final
| Data   | Hora  |        | Placar |                | Set 1 | Set 2 | Set 3 | Set 4 | Set 5 | Total  | Relatório |
| ------ | ----- | ------ | ------ | -------------- | ----- | ----- | ----- | ----- | ----- | ------ | --------- |
| 10 jul | 18:00 | Brasil | 3–2    | Estados Unidos | 18–25 | 25–17 | 25–23 | 22–25 | 15–9  | 105–99 | Relatório |

## Classificação final
| Campeão | Vice-campeão | Terceiro lugar |
| Brasil Fabiana Claudino · Sheilla Castro · Fernanda Garay · Thaísa Menezes · Natália Pereira · Jaqueline Carvalho · Dani Lins · Gabriela Guimarães · Juciely Barreto · Adenízia da Silva · Roberta Ratzke · Mariana Costa · Camila Brait · Léia Silva | Estados Unidos Foluke Akinradewo · Kimberly Hill · Rachael Adams · Jordan Larson · Kelly Murphy · Karsta Lowe · Alisha Glass · Kayla Banwarth · Courtney Thompson · Carli Lloyd · Christa Harmotto · Natalie Hagglund · Michelle Bartsch · Kelsey Robinson | Países Baixos Lonneke Slöetjes · Anne Buijs · Judith Pietersen · Robin de Kruijf · Yvon Beliën · Celeste Plak · Laura Dijkema · Kirsten Knip · Femke Stoltenborg · Maret Balkestein-Grothues · Quinta Steenbergen · Myrthe Schoot · Debby Stam · Nicole Koolhaas |

| 4  | Rússia               |
| 5  | China                |
| 6  | Tailândia            |
| 7  | Sérvia               |
| 8  | Itália               |
| 9  | Japão                |
| 10 | Turquia              |
| 11 | Bélgica              |
| 12 | Alemanha             |
| 13 | República Dominicana |
| 14 | Polônia              |
| 15 | Porto Rico           |
| 16 | Bulgária             |
| 17 | Argentina            |
| 18 | Chéquia              |
| 19 | Canadá               |
| 20 | Quênia               |
| 21 | Croácia              |
| 22 | Cazaquistão          |
| 23 | Peru                 |
| 24 | Colômbia             |
| 25 | Cuba                 |
| 26 | México               |
| 27 | Austrália            |
| 28 | Argélia              |

### Prêmios individuais
A seleção do campeonato foi composta pelas seguintes jogadoras:
- MVP :  Natália Pereira